# Parc Gezi
Le parc Gezi (en turc, Gezi signifie « promenade ») est un parc urbain d'Istanbul situé dans le quartier de Taksim. Sa suppression est envisagée par le projet de piétonnisation de la place Taksim et engendre un mouvement protestataire.